# Adrien Gand
Pour les articles homonymes, voir Gand (homonymie).
Adrien Gand, né à Lille le 23 mai 1907 et mort à Dunkerque le 28 octobre 1990, est un ecclésiastique français qui a été évêque de Lille.

## Biographie
Adrien Gand est ordonné prêtre de l'Église catholique en 1933 pour le diocèse de Lille. Il est consacré évêque en 1964 par le cardinal Liénart après avoir été nommé évêque in partibus (titulaire) de Macriana Minor et coadjuteur du diocèse de Lille, dont il devient évêque de 1968 à 1983.
En 1964 et 1965, il participe à la troisième et la quatrième session du concile Vatican II. C'est lui qui ordonne en 1971 le premier diacre permanent du diocèse.
Il meurt en 1990.